# 南京晓庄学院
32°02′13″N 118°45′08″E / 32.037039°N 118.752182°E
南京晓庄学院（简称晓庄师范）是位于南京市的一所师范类高等院校，为江苏省直属院校，共有方山、莫愁湖两个校区。

## 历史
1927年，陶行知在南京和平门外劳山下的晓庄创办，原名晓庄试验乡村师范学校；后师范部设有高等、中等师范，又设有幼稚园、中小学、并办有社会教育，改称晓庄学校；目的在推行陶行知“改造全国乡村教育”主张；因师生援助工人罢工运动，1930年该校被政府封闭。后复校。
1991年，同位于南京市溧水县毓秀路5号的南京市师范学校合署。2003年，南京市师范学校并入南京晓庄学院。2014年，南京幼儿高等师范学校并入。